# 하킴 제프리스
하킴 세코우 제프리스(Hakeem Sekou Jeffries, 1970년 8월 4일 ~ )는 미국의 정치인이다.

## 학력
- 빙엄턴 대학교 인문사회 학사
- 조지타운 대학교 공공정책학 석사
- 뉴욕 대학교 법무박사

## 경력
- 2007.01 ~ 2012.12 제197·198·199대 뉴욕 제27선거구 하원의원
- 2013.01 ~ 제113~대 미국 뉴욕 제8선거구 연방하원의원
- 2017.01 ~ 2019.01 하원 민주당 정책 및 커뮤니케이션 위원회 공동 의장
- 2019.01 ~ 2023.01 민주당 하원 전국선거위원회 위원장
- 2023.01 ~ 미국 하원 민주 코커스 의장
- 2023.01 ~ 연방 하원 민주당 원내대표

## 역대 선거 결과
| 선거명      | 직책명                     | 대수  | 정당        | 득표율 | 득표수    | 결과 | 당락                 |
| ----------- | -------------------------- | ----- | ----------- | ------ | --------- | ---- | -------------------- |
| 2000년 선거 | 하원의원 (뉴욕 제57선거구) | 194대 | 뉴욕 자유당 | 7.20%  | 2,254표   | 2위  | 낙선                 |
| 2006년 선거 | 하원의원 (뉴욕 제57선거구) | 197대 | 민주당      | 96.96% | 19,551표  | 1위  | 뉴욕 주의원 당선     |
| 2008년 선거 | 하원의원 (뉴욕 제57선거구) | 198대 | 민주당      | 98.04% | 39,992표  | 1위  | 뉴욕 주의원 당선     |
| 2010년 선거 | 하원의원 (뉴욕 제57선거구) | 199대 | 민주당      | 97.51% | 25,899표  | 1위  | 뉴욕 주의원 당선     |
| 2012년 선거 | 하원의원 (뉴욕 제8선거구)  | 113대 | 민주당      | 90.12% | 184,039표 | 1위  | 뉴욕주 하원의원 당선 |
| 2014년 선거 | 하원의원 (뉴욕 제8선거구)  | 114대 | 민주당      | 91.97% | 77,255표  | 1위  | 뉴욕주 하원의원 당선 |
| 2016년 선거 | 하원의원 (뉴욕 제8선거구)  | 115대 | 민주당      | 93.22% | 214,595표 | 1위  | 뉴욕주 하원의원 당선 |
| 2018년 선거 | 하원의원 (뉴욕 제8선거구)  | 116대 | 민주당      | 94.16% | 180,376표 | 1위  | 뉴욕주 하원의원 당선 |
| 2020년 선거 | 하원의원 (뉴욕 제8선거구)  | 117대 | 민주당      | 84.76% | 234,933표 | 1위  | 뉴욕주 하원의원 당선 |
| 2022년 선거 | 하원의원 (뉴욕 제8선거구)  | 118대 | 민주당      | 71.63% | 99,079표  | 1위  | 뉴욕주 하원의원 당선 |
| 2024년 선거 | 하원의원 (뉴욕 제8선거구)  | 119대 | 민주당      | 75.08% | 168,036표 | 1위  | 뉴욕주 하원의원 당선 |